# Alberto Radicati di Passerano
Alberto Radicati, conte di Passerano e Cocconato (Torino, 11 novembre 1698 – L'Aia, 24 ottobre 1737), è stato un filosofo italiano.
Libero pensatore, fu il «primo illuminista della penisola», secondo una definizione di Piero Gobetti.

## Vita e opere
Nacque nel 1698 dal conte Giovanni Francesco, rettore della Compagnia di San Paolo e decurione del Comune di Torino (1633-1717), e da Maria Maddalena Biandrate di Foglizzo (1657-1714).
Radicati matura il suo pensiero anticlericale nel clima dell'anticurialismo sabaudo ben presente in alcuni settori della corte di Vittorio Amedeo II, re di Sardegna dal 1718. S'ignora tutto della sua prima formazione, verosimilmente affidata a qualche ecclesiastico. Un infelice matrimonio precoce, combinato dalle famiglie, lo coinvolge ventenne, e già due volte padre, in una serie di penosi contrasti il cui significato travalica i conflitti coniugali. Mentre a prendere le parti della moglie si mobilita il partito devoto-clericale, Radicati trova sostegno a corte in chi appoggia il re sabaudo nei suoi conflitti giurisdizionali con la Curia romana.
Il grottesco-ironico racconto della sua «conversione» pubblicato a Londra nel 1730 – e ripubblicato nel 1734 con il titolo A Comical and True Account of the Modern Cannibal's Religion – induce a datare intorno agli anni venti il precipitare della crisi della fede cattolica in cui il conte era stato cresciuto. Nell'opuscolo autobiografico Radicati presenta la sua personale vicenda come un caso emblematico di «uscita dalla minorità». Narra infatti come, a partire dal contrasto tra «santoni bianchi» e «santoni neri» – i monaci cistercensi e quelli agostiniani – sui presunti miracoli operati da un'immagine della Vergine, rinvenuta nel convento agostiniano, avesse cominciato a vacillare in lui la fede e come, verso i vent'anni, avesse cominciato anche in campo religioso à faire usage de ma raison (a far uso della mia ragione). Importante per l'ulteriore maturazione intellettuale del Passerano è il viaggio compiuto nella Francia della "Reggenza" tra il 1719 e il 1721 in cui poté ampliare il raggio delle sue conoscenze e forse procurarsi testi «libertini» come La Sagesse di Pierre Charron, l'Hexameron rustique di Le Vayer o il Traité contre la Médisance di Guy de La Brosse, in cui ricorrono motivi che troveranno eco e sviluppo nelle sue opere.
Il suo scritto principale – I discorsi morali, storici e politici redatti su diretto incarico di Vittorio Amedeo II – nel mutato clima conseguente alla ratifica del Concordato stipulato tra regno sabaudo e papa Benedetto XIII diverrà anche la ragione vera del suo esilio. Il conte, che da un riacquisito potere dell'Inquisizione a Torino deve temere per la sua libertà e per la sua stessa incolumità, nel febbraio del 1726 lascia segretamente il Piemonte per dirigersi a Londra, dovendo poi subire per questa fuga non autorizzata dal sovrano il sequestro e la confisca dei beni.

### L'esilio a Londra e nei Paesi Bassi
A Londra pubblica con un discreto successo l'instant book che ricostruisce i retroscena della recente abdicazione di Vittorio Amedeo II mentre, al contempo, lavora alla stesura del più audace e radicale dei suoi scritti, la Dissertazione filosofica sulla morte che, tradotta da Joseph Morgan, uscirà dai torchi londinesi verso la fine del 1732 destando un enorme scandalo. Nella Dissertazione, che gli costa anche l'esperienza delle carceri della tollerante Inghilterra di sir Robert Walpole Radicati propugna il diritto al suicidio e all'eutanasia sullo sfondo di una esplicita filosofia materialistica che scorge nel Deus sive Natura spinoziano-tolandiano il suo unico grandioso orizzonte di senso.
Nella sua meditazione sulla morte e sulla liceità del suicidio Radicati si inserisce in un dibattito che già Montesquieu aveva rilanciato nelle Lettere Persiane, riprendendo una discussione inaugurata nel Seicento da John Donne con il suo Biothanatos. Interessato a proporre un progetto politico che esige come sua prima tappa essenziale una riforma radicale della cristianità occidentale, capace di affrancarla dal giogo clericale- o se si vuole, in termini più neutri dal potere pastorale- la scelta del tema del diritto individuale alla morte non è scelta casuale per quanto la meditazione sul suicidio non sia priva di elementi autobiografici. Le chiese cristiane di ogni confessione ritengono infatti un loro preciso dovere intervenire direttamente nella gestione del trapasso a quella che esse, in base alla loro fede, considerano la vera vita, quella ultraterrena. Del resto non solo il mondo cristiano, lo stesso ebraismo e l'islam, finendo con il recepire come un dogma l'interpretazione agostiniana del suicidio come omicidio di se stessi, per secoli hanno considerato la morte volontaria come il più grave e irreparabile dei peccati, suprema manifestazione di oltranza e ribellione alla volontà divina, mentre le autorità statali, dal canto loro, si distinguevano per la crudeltà inumana con cui trattavano i cadaveri dei suicidi e i beni dei loro eredi.
Se i Discorsi partivano dalla morale – ricavata essenzialmente da una lettura pauperistico-comunistica dei Vangeli che faceva di Cristo, al pari di Licurgo, il grande critico dell'istituto familiare, nonché il fondatore di una «democrazia perfetta in cui non esiste né il mio, né il tuo» - per poi occuparsi di politica e concludersi in concrete proposte riformatrici, nella Dissertazione filosofica Radicati fornisce una risposta alla legittimità del suicidio muovendo da una concezione complessiva del mondo e dell'esistenza umana. Nonostante il suo titolo, la Dissertazione filosofica sulla morte non rinnega affatto l'istanza spinoziana che intende la filosofia quale gioiosa meditatio vitae, apertura mentale a una possibile transizione da una condizione di servitù a una condizione di più ampia libertà che è, simultaneamente, incremento della capacità del corpo di comporsi e ricomporsi con altri corpi per realizzare la sua potenza e ampliare la sua capacità di comprendere le cose.

### Il naturalismo materialista dellaDissertazione filosofica sulla morte(1732)
Radicati definisce l'individualità umana a partire dalle relazioni che essa intrattiene con il tutto. Per quanto grandezze infinitesimali noi siamo materia della materia che costituisce l'Universo nella sua indefinita immensità. La certezza che ci resta, quando ci liberiamo dall'ignoranza in cui nasciamo e dagli idola tribus, i pregiudizi con cui siamo allevati, è che noi siamo vicissitudini della materia. La materia a cui pensa tuttavia il conte di Passerano nel suo esilio londinese e poi olandese non è lo squalificato sostrato inerte che dai greci giunge fino a Cartesio che, limitandosi a identificare materia ed estensione, continua ad aspettarsi dal Dio creatore l'impulso motore e la creazione continua. Come per il Toland delle Lettere a Serena e del Pantheisticon, la materia pensata dal Radicati è la materia actuosa che reingloba nel meccanicismo moderno motivi provenienti dal naturalismo rinascimentale a cui ineriscono direttamente movimento e autoregolazione.
L'universo di Radicati è un mondo infinito in perpetuo movimento: in esso nulla continua ad essere anche solo per un istante la stessa cosa. Le continue alterazioni, successioni, rivoluzioni e trasmutazioni della materia non incrementano né diminuiscono tuttavia il grande tutto, come nessuna lettera dell'alfabeto si aggiunge o si perde per le infinite combinazioni e trasposizioni di essa in tante diverse parole e linguaggi. La natura, mirabile architetta, per Radicati sa sempre come utilizzare anche il minimo dei suoi atomi. La fine della nostra individualità costituita dalla morte non è quindi fine assoluta, perché niente si annichila nella materia e il principio vitale che ci anima come non è nato con noi troverà sicuramente altre forme di esplicazione: come la nostra nascita non è avvenuta dal nulla, non sarà nel nulla che ci dissolveremo.
A Radicati è estranea ogni forma di lirismo e, tuttavia, una concezione non lontana dalla sua rifiorirà in una delle pagine finali di uno dei maggiori romanzi lirici della modernità, nell'Hyperion di Hölderlin che fa dire alla sua eroina, Diotima: Wir sterben um zu leben, noi moriamo per vivere: «Oh, certo, i miserabili che non conoscono se non il ciarpame arrabattato dalle loro mani, che sono esclusivamente servi del bisogno e disprezzano il genio e non ti venerano, o fanciullesca vita della natura, a ragione possono temere la morte. Il loro giogo è diventato il loro mondo, non conoscono niente di meglio della loro schiavitù: c'è forse da stupirsi che temano la libertà divina che ci offre la morte? Io no! Io l'ho sentita la vita della natura, più alta di tutti i pensieri – e anche se diverrò una pianta, sarà poi così grande il danno? Io sarò. Come potrei mai svanire dalla sfera della vita, in cui l'amore eterno che è partecipato a tutti, riunifica le nature? come potrei mai sciogliere il vincolo che riunisce tutti gli esseri?».

## Opere
- Antologia di scritti, in Dal Muratori al Cesarotti. Politici ed economisti del primo Settecento, tomo V, a cura di F. Venturi, Milano-Napoli, Ricciardi, 1978, pp. 31–168.
- Dodici discorsi morali, storici e politici, a cura di T. Cavallo, Sestri Levante, Gammarò editori, 2007 ISBN 88-95010-27-2
- Dissertazione filosofica sulla morte, a cura di T. Cavallo, Pisa, Ets 2003.
- Vite parallele. Maometto e Mosè. Nazareno e Licurgo, a cura di T. Cavallo, Sestri Levante, Gammarò editori, 2006 ISBN 88-95010-03-5
- Discorsi morali, istorici e politici. Il Nazareno e Licurgo messi in parallelo, introduzione di G. Ricuperati; edizione e commento di D. Canestri, Torino, Nino Aragno Editore, 2007
- Dissertazione filosofica sulla morte, a cura di F. Ieva, Indiana, Milano 2011 ISBN 978-88-97404-02-6